# Fritz Todt

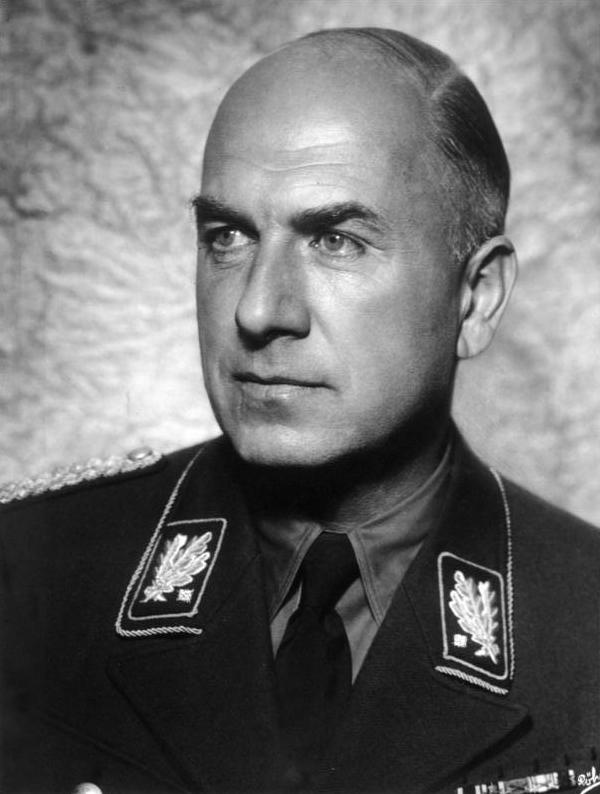
Fritz Todt (1940)

Fritz Todt (* 4. September 1891 in Pforzheim; † 8. Februar 1942 auf dem Flugplatz Rastenburg, Ostpreußen) war ein deutscher Bauingenieur und SA-Obergruppenführer. Während der Zeit des Nationalsozialismus war er zunächst Generalinspektor für das Straßenwesen, ab 1940 Reichsminister für Bewaffnung und Munition. Er leitete unter anderem den Bau der Reichsautobahnen. Nach ihm war die 1938 gegründete und militärisch organisierte Bautruppe Organisation Todt benannt.

## Leben
Fritz Todt wurde am 4. September 1891 in Pforzheim als Sohn des Ringfabrikanten Emil Todt (1861–1909) und seiner Ehefrau Elise geb. Unterecker (1869–1935) geboren. 1910 machte er am Pforzheimer Reuchlin-Gymnasium das Abitur und diente dann als Einjährig-Freiwilliger beim Feldartillerie-Regiment 14. Todt studierte anschließend Bauingenieurwesen an der Technischen Hochschule München.
Todts Studium wurde durch den Ersten Weltkrieg unterbrochen. Er wurde 1914 zum Leutnant der Reserve befördert und Bataillons-Adjutant beim Grenadier-Regiment 110. 1916 trat er zur Fliegertruppe über. Im August 1918 wurde er als Flugzeugbeobachter im Luftkampf schwer verwundet. Nach Kriegsende schloss er sein Studium in Karlsruhe ab und arbeitete danach zuerst im Kraftwerksbau, später im Straßenbaubereich der Bauunternehmung Sager & Woerner, für die er von 1925 bis 1933 als Ingenieur tätig war. Er wurde 1931 an der TH München mit einer Arbeit über Fehlerquellen beim Bau von Landstraßendecken aus Teer und Asphalt zum Dr.-Ing. promoviert.
Bereits am 5. Januar 1922 war Todt in die NSDAP eingetreten (Mitgliedsnummer 2465). 1931 wurde er SA-Standartenführer.
Am 5. Juli 1933 wurde Todt zum Generalinspektor für das deutsche Straßenwesen ernannt und erhielt damit die Oberleitung beim Bau der Reichsautobahnen. Darüber hinaus unterstand ihm das gesamte deutsche Straßenwesen, unter anderem der Ausbau der Deutschen Alpenstraße. In ihrer Nähe besaß er ein Jagdhaus in Hintersee (Ramsau). In seiner Funktion als Generalinspektor gab er die Zeitschrift Die Strasse heraus. Ab 1933 war er außerdem Mitglied des Verwaltungsrats der Deutschen Reichsbahn-Gesellschaft.

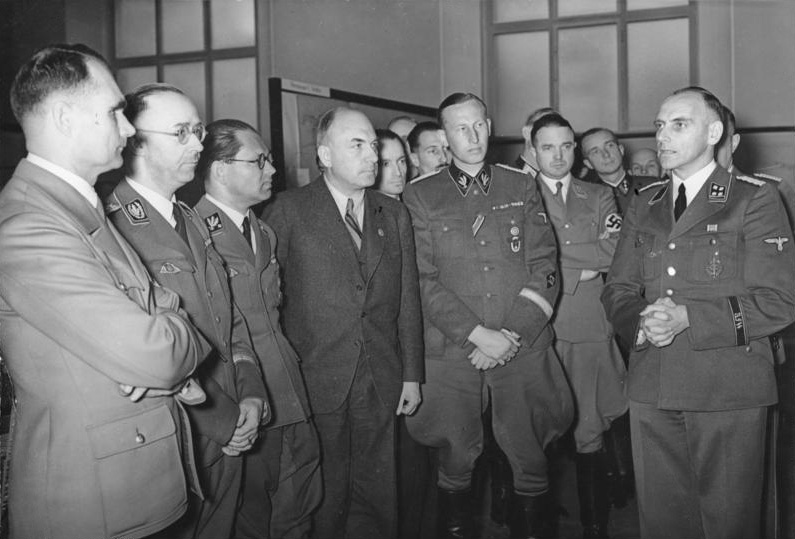
Bei der nationalsozialistischen Ausstellung „Planung und Aufbau im Osten“ am 20. März 1941, von links: Rudolf Heß, Heinrich Himmler, Philipp Bouhler, Fritz Todt, Reinhard Heydrich, ganz rechts: Vortragender Konrad Meyer

Todts Stellung innerhalb der nationalsozialistischen Führungskreise während dieser Zeit charakterisiert Alan Milward wie folgt:

„Seine persönlichen Auffassungen zu Wirtschaftsfragen und, was wichtiger war, der Erfolg des Autobahnprojekts hielten Todt im Gesichtskreis des ‚Führers‘. Gleichzeitig bewahrte ihn seine bewußte Pose als technischer Experte, als Mann ohne Interesse an den internen Machtkämpfen […] lange Zeit vor der Gegnerschaft der wichtigeren Parteiführer.“

Im November 1934 übernahm Todt zudem die Leitung des Nationalsozialistischen Bundes Deutscher Technik (NSBDT) und des Amtes für Technik, später Hauptamts für Technik in der NSDAP. Ferner wurde er 1934 in den Vorstandsrat des Deutschen Museums berufen.
1937 wurde Todt mit dem Werner-von-Siemens-Ring ausgezeichnet. 1938 erhielt er neben Ernst Heinkel, Ferdinand Porsche und Willy Messerschmitt den 1937 von Adolf Hitler gestifteten Deutschen Nationalpreis für Kunst und Wissenschaft, der mit 100.000 Reichsmark dotiert war.
Im Mai 1938 gründete er die nach ihm benannte Organisation Todt (OT). Sie wurde im Zweiten Weltkrieg unter anderem beim Bau des Westwalls, des Atlantikwalls, dem Bau der U-Bootstützpunkte an der französischen Küste sowie in eroberten Gebieten eingesetzt. Im Dezember desselben Jahres wurde er Generalbevollmächtigter für die Bauwirtschaft.
Ebenfalls im Mai 1938 wurde Todt für die Zeit ab 1939 zum  Vorsitzenden des Vereins Deutscher Ingenieure (VDI) gewählt. Der bisherige Vorsitzende Heinrich Schult hatte sein Amt zur Verfügung gestellt, nachdem Todt als NSBDT-Leiter für sich das Recht beansprucht hatte, VDI-Ehrungen zu verleihen.

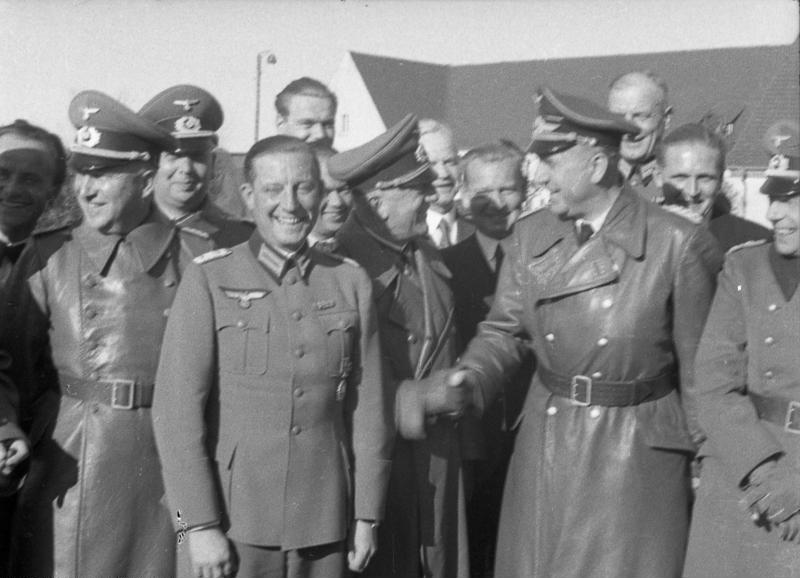
Fritz Todt, erste Reihe, Zweiter von rechts, beim Besuch der Heeresversuchsanstalt Peenemünde, 21. März 1941.

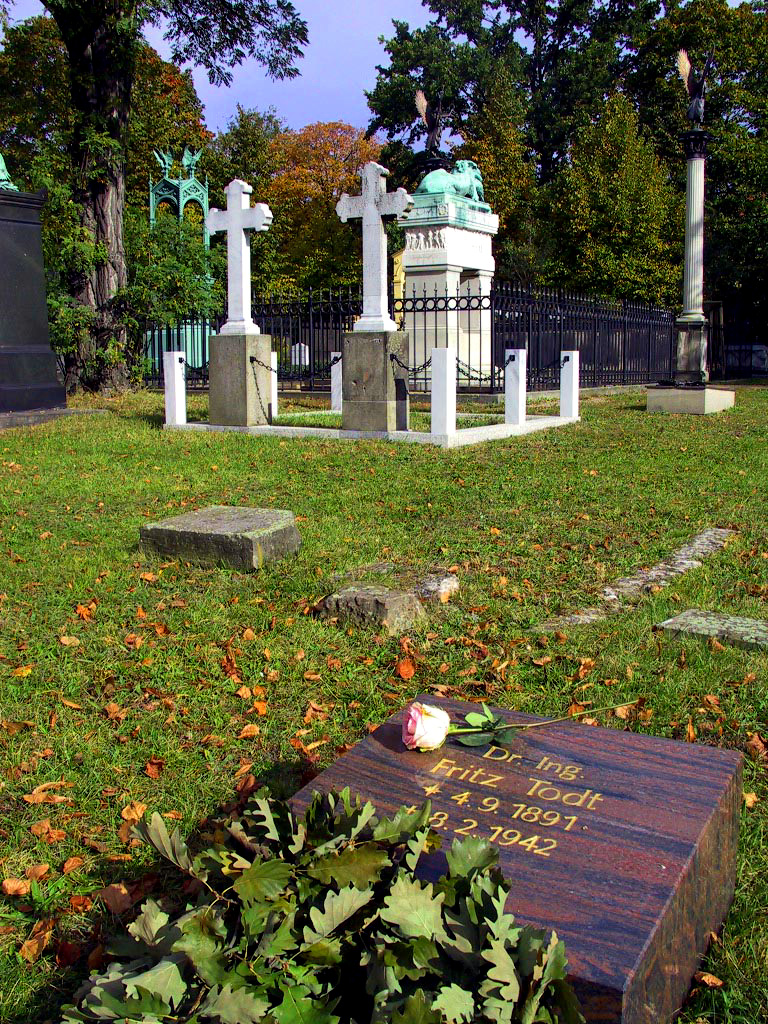
Im Vordergrund das mit einem inzwischen wieder entfernten Restitutionsstein versehene Grab Fritz Todts auf dem Invalidenfriedhof im Oktober 2004 – im Hintergrund die Grabstelle von Scharnhorst

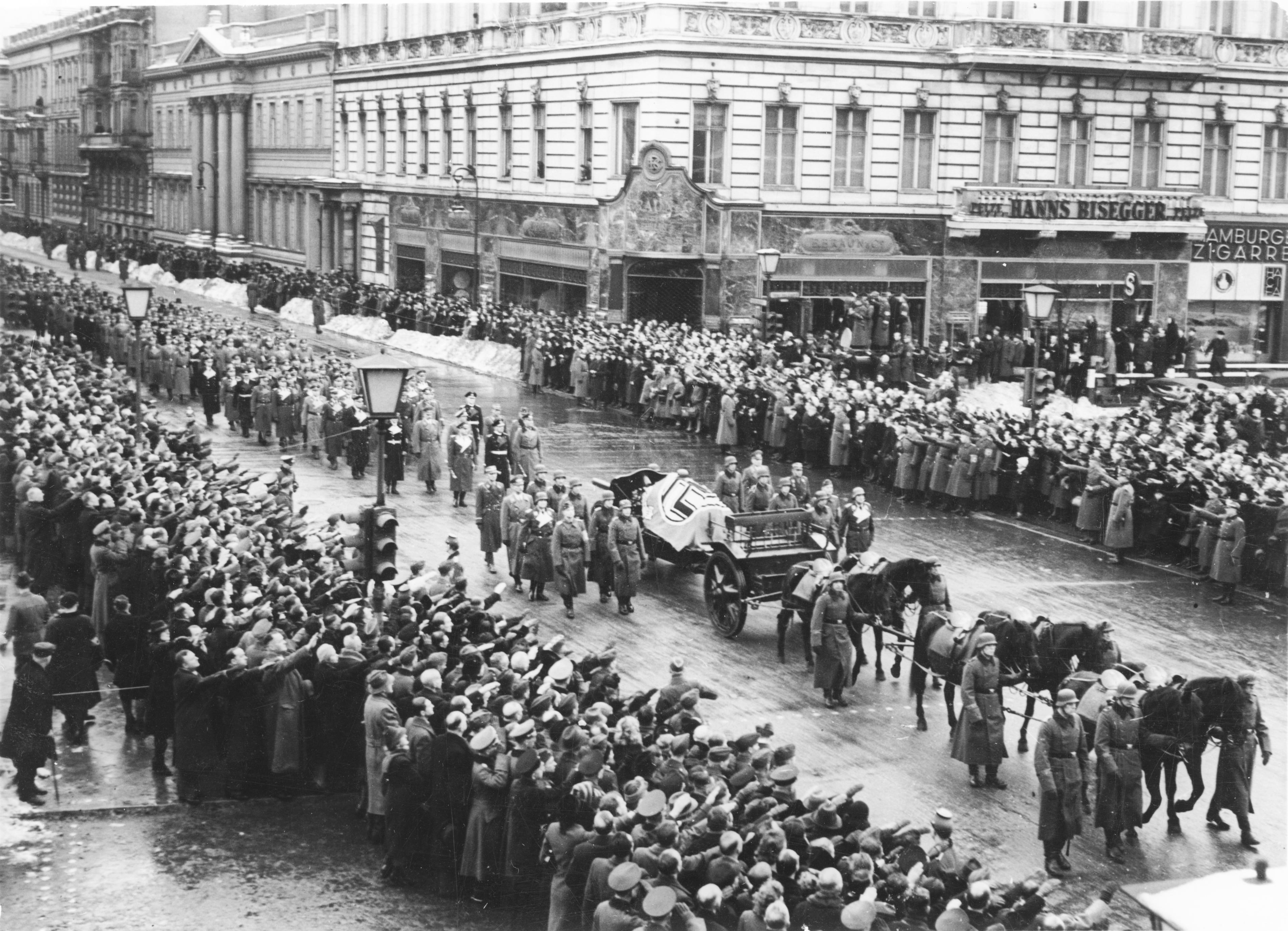
Trauerzug für Todt von der Neuen Reichskanzlei zum Invalidenfriedhof.

Als Reichsminister für Bewaffnung und Munition leitete Todt ab 17. März 1940 die gesamte deutsche Kriegswirtschaft. Am 8. April hielt der Chef des Heereswaffenamtes General Karl Becker einen Vortrag vor Hitler über die Bildung eines gemeinsamen Führungsstabes der Wehrmachtsteile, der die Rüstung lenken sollte. Überraschend erhielt Becker die Zustimmung Hitlers. Als Hitler jedoch noch am selben Tag mit dem Zug nach Berlin fuhr, stieg der Krupp-Direktor Erich Müller, genannt „Kanonen-Müller“, zu und erklärte dem „Führer“, die Industrie wünsche keine Bevormundung durch das Militär, und wies auf familiäre Probleme Beckers hin. Hitler änderte daraufhin seine Entscheidung. Als Becker dies und von seiner persönlichen Diffamierung erfuhr, erschoss er sich. Laut Adam Tooze reagierte die Reichsgruppe Industrie auf Todts Ernennung mit „heller Begeisterung“. Es lasse sich kaum bestreiten, dass das Großunternehmertum einer der größten Nutznießer seiner Ernennung war. Todt bemühte sich sofort aktiv um ein Bündnis mit der deutschen Industrie und rief einen Industriebeirat ins Leben. Die oft vertretene Ansicht, dass Todts Amtseinführung auf eine Intrige des deutschen Kapitals zurückzuführen sei, lehnt Tooze hingegen ab.
Bei Beginn des Zweiten Weltkriegs wurde Todt zum Generalmajor der Luftwaffe ernannt. Ende Juli 1941 bekam er noch dazu das Amt des Generalinspektors für Wasser und Energie.
Am 4. September 1941, anlässlich seines 50. Geburtstages, gründete er die Dr.-Fritz-Todt-Stiftung, die den Technikernachwuchs, vor allem begabte junge Leute aus armen Familien, durch Ausbildungsbeihilfen fördern sollte.
Am 8. Februar 1942 kam Todt bei einem Flugzeugabsturz unweit des Führerhauptquartiers Wolfsschanze bei Rastenburg ums Leben. Er wurde auf dem Invalidenfriedhof in Berlin beigesetzt, seine Grabstätte nach dem Krieg aber geschleift. Auf dem Bergfriedhof in Schönau am Königssee wird seiner jedoch noch immer mit einem Kenotaph gedacht. Adolf Hitler verlieh ihm postum den Deutschen Orden der NSDAP.
Todts Nachfolger als Reichsminister für Bewaffnung und Munition wurde Albert Speer.

## Auszeichnungen

### Zu Lebzeiten
- 1937 Werner-von-Siemens-Ring[16]
- 1938 Deutscher Nationalpreis für Kunst und Wissenschaft
- 1939 Großkreuz des Ordens der Krone von Italien[17]

### Posthum
- 1942 Deutscher Orden der NSDAP

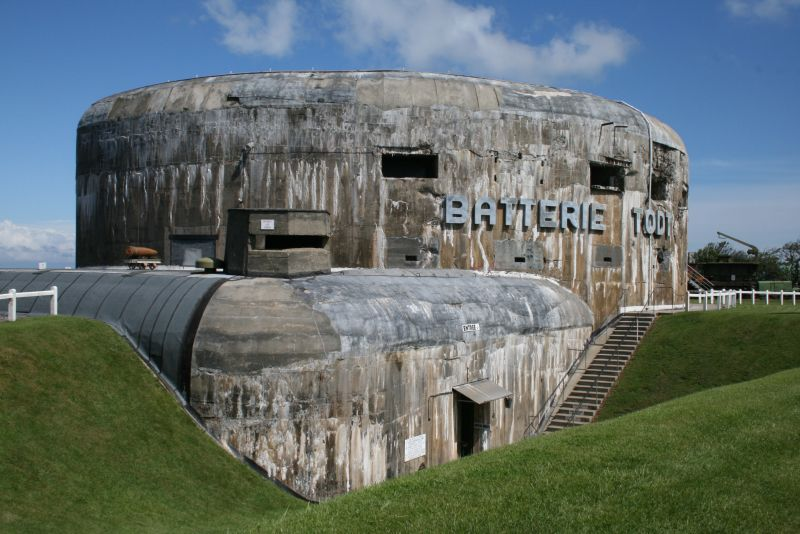
Die „Batterie Todt“ bei Haringzelle am Cap Gris-Nez

- 1942 Benennung der „Batterie Todt“ (vormals Batterie „Siegfried“) bei Haringzelle am Cap Gris-Nez
- Am 8. Februar 1944, dem zweiten Todestag Todts, stiftete Hitler den Dr.-Fritz-Todt-Preis, der in Form der sogenannten Todt-Nadel in Gold, Silber oder Stahl in Kombination mit einem Geldpreis als Auszeichnung der NSDAP für erfinderische Leistungen zur Verbesserung an Waffen, Munition und Wehrmachtsgerät verliehen wurde.[18]
- In der Zeit des Nationalsozialismus wurden in Deutschland in bis zu zehn Städten Straßen nach ihm benannt, so u. a. in Berlin, Dresden, Chemnitz, Pforzheim, Karlsruhe und Rastatt. Diese Benennungen wurden nach 1945 sämtlich rückgängig gemacht.